# Furia (film 1947)
Furia è un film del 1947 diretto da Goffredo Alessandrini.
Il soggetto è ispirato alla novella La lupa di Giovanni Verga.

## Trama
Il ricco allevatore di cavalli Oreste non si rende conto che la seconda moglie Clara ha una relazione con il giovane Antonio, suo uomo di fiducia. Appena rientrata dal collegio se ne accorge però Marietta, figlia della defunta prima moglie di Oreste, che per non far soffrire il padre salva la matrigna e dichiara di essere lei l'amante segreta di Antonio. Oreste scaccia i due giovani che però si sposano ugualmente. Dopo poco tempo Oreste muore e Clara eredita tutto. Essendo libera vorrebbe ricominciare a frequentare Antonio il quale rifiuta, essendosi innamorato sinceramente di Marietta. Clara viene in seguito uccisa da Rocco, il servo che subiva il fascino della donna ma che decide di vendicarsi per essere stato da lei umiliato.

## Produzione
Il film rientra nel filone dei melodrammi sentimentali, comunemente detto strappalacrime (in seguito ribattezzato dalla critica con il termine neorealismo d'appendice), molto in voga tra il pubblico italiano negli anni del secondo dopoguerra (1945-1955).

## Distribuzione
Il film venne distribuito nelle sale cinematografiche italiane il 2 maggio del 1947.

## Opere correlate
Il film ebbe un remake di produzione hollywoodiana: Selvaggio è il vento diretto nel 1957 da George Cukor ed interpretato da Anna Magnani ed Anthony Quinn.